# ミヤコーバス塩釜営業所
ミヤコーバス塩釜営業所（ミヤコーバスしおがまえいぎょうしょ）は、宮城県塩竈市にあるミヤコーバスの営業所。

## 廃止事業所
- 利府車庫
  - 宮城郡利府町利府字八幡崎5-1
  - 宮城交通時代に廃止。富谷営業所泉中央案内所と統合し泉営業所野村車庫となった。
- 汐見台車庫
  - 宮城郡七ヶ浜町汐見台南2丁目154
  - 東日本大震災により被災し、使用不能になった。
  - 建物には「宮城交通七ヶ浜営業所」の看板が掲げられていたが、営業所として機能していたのは開設後ごくわずかの期間だけで、宮城交通時代から専ら折返し待機のみであった。
  - 営業所の機能が停止された後も折返し待機場所として使用され、汐見台団地線や、廃止された七ヶ浜循環線が使用していた。極稀にユーアイバス多賀城東部線の車両が使用することもあった（通常は終点・汐見台中央バス停付近の回転場を使用する）。
- 松島案内所
  - 宮城交通時代に廃止。その後も停留所名称はそのままで折返し待機で使用されていたが、松島線の廃止により松島町より撤退したため使用されなくなった（松島線についてはミヤコーバス吉岡営業所の項を参照）。

## 沿革
- 1948年（昭和23年）4月1日 - 旧菖蒲田自動車の経営者らが運輸大臣に新会社設立の上で営業認可を申請、ならびに仙台市長に対して戦時買収された路線の譲渡申し入れ。

1936年（昭和11年）仙台市街自動車に買収された、塩竈市・七ヶ浜町における戦時中に燃料不足で休止していたバス路線の再開を求めて動き出した。
- 1949年（昭和24年）7月4日 - 塩釜交通設立、営業開始。本社を塩竈市尾島に設置。
- 1950年（昭和25年） - 仙台市営バスから路線譲渡を受ける。
- 1952年（昭和27年） - 一般貸切自動車営業開始。
- 1958年（昭和33年）2月28日 - 仙北鉄道が経営参加。

経営悪化が目立ち始め、同時に仙塩地区のバス事業強化を進めていた仙北鉄道からの出資を得る。
- 1961年（昭和36年）10月15日 - 古川交通、仙台鉄道と合併することを臨時株主総会で承認。
- 1962年（昭和37年）4月17日 - 古川交通、仙台鉄道と合併し、宮城バス（初代）設立。塩釜交通は宮城バス塩釜営業所となる。
- 1970年（昭和45年）10月1日 - 宮城バス、宮城中央バス、仙南交通が合併し、宮城交通設立により、宮城交通塩釜営業所となる。
- 1981年（昭和56年） - 多賀城駅 - 汐見台団地に路線開設。

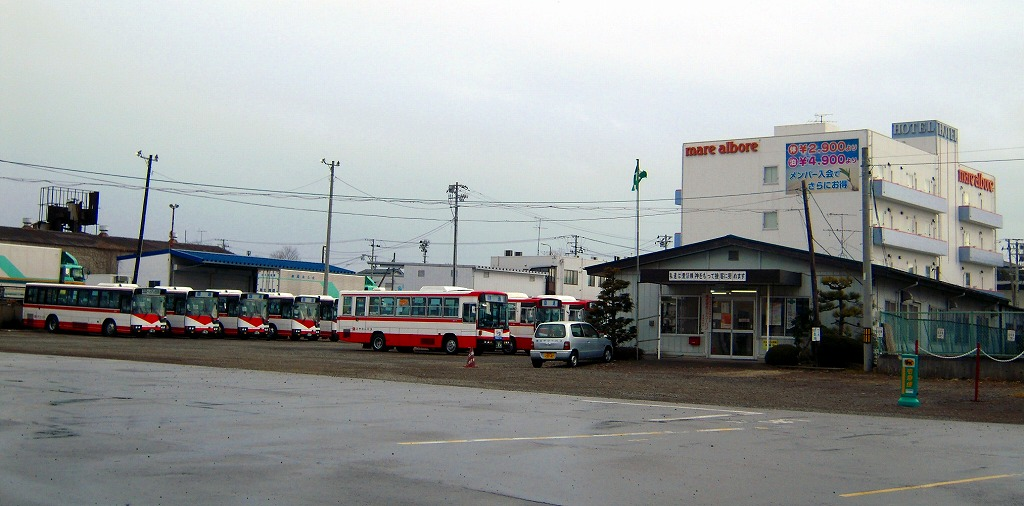
ミヤコーバス塩釜営業所（旧）

- 1992年（平成4年）7月15日 - 仙台市営バス塩釜出張所閉所により、塩釜線・亦楽小学校線路線譲受。
- 2006年（平成18年）7月1日 - 利府車庫廃止（野村車庫に統合）により、利府町関連の路線が当所に移管。また宮交バスシステム塩釜出張所開設。吉岡出張所より利府町民バスの運転業務やスクールバスの運行業務を移管。
- 2007年（平成19年）1月1日 - 地域子会社の統合に伴い、宮交バスシステム塩釜出張所がミヤコーバス塩釜営業所となる。
- 2008年（平成20年）8月1日 - 宮城交通塩釜営業所廃止、ミヤコーバス塩釜営業所に完全移管される。
- 2012年（平成24年）11月1日 - 塩竈市新浜町二丁目2-8から現在地に移転。
- 2015年（平成27年）12月6日 - ミヤコーバス塩釜営業所の一般路線全線において、ICカード乗車券「icsca」を導入[1]。同時に荒井多賀城線（多賀城駅 - 荒井駅）の運行を開始。
- 2022年（令和4年）4月1日 - 仙台うみの杜水族館線（中野栄駅 - 仙台うみの杜水族館）の運行を開始[2][3]。
- 2023年（令和5年）11月27日 - この日より、利府町によるAIデマンドバス「利府町版mobi」（実証運行）の運行を担当[4]。

## 所管路線

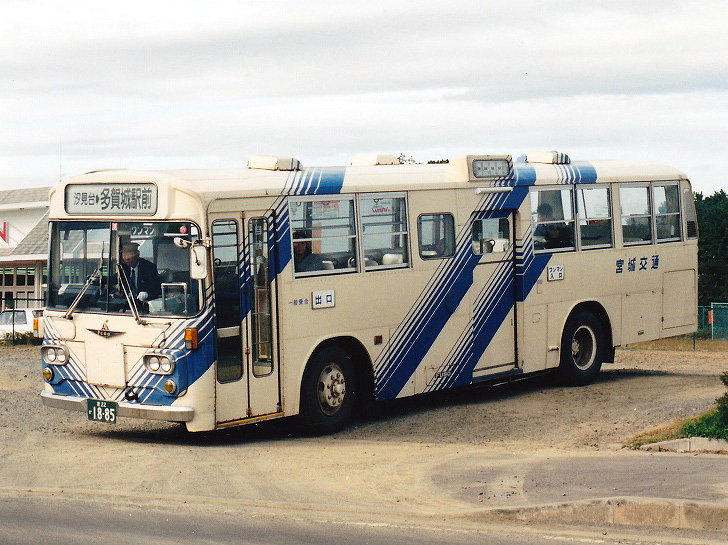
汐見台団地線の開設当初に導入された専用車両

### 汐見台線
- 多賀城駅前 - 松ヶ浜入口 - 汐見台中央 - 菖蒲田
  - 路線開設当初は汐見台を開発したデベロッパーの西武都市開発から3台の車両（三菱ふそう・K-MP118K）が提供され、専用車体カラーだった。
  - 地域間幹線系統（被災地特例系統）として、平成29年度まで（平成29年度途中から通常に移行）国・宮城県の支援を受けていた[5][6]。

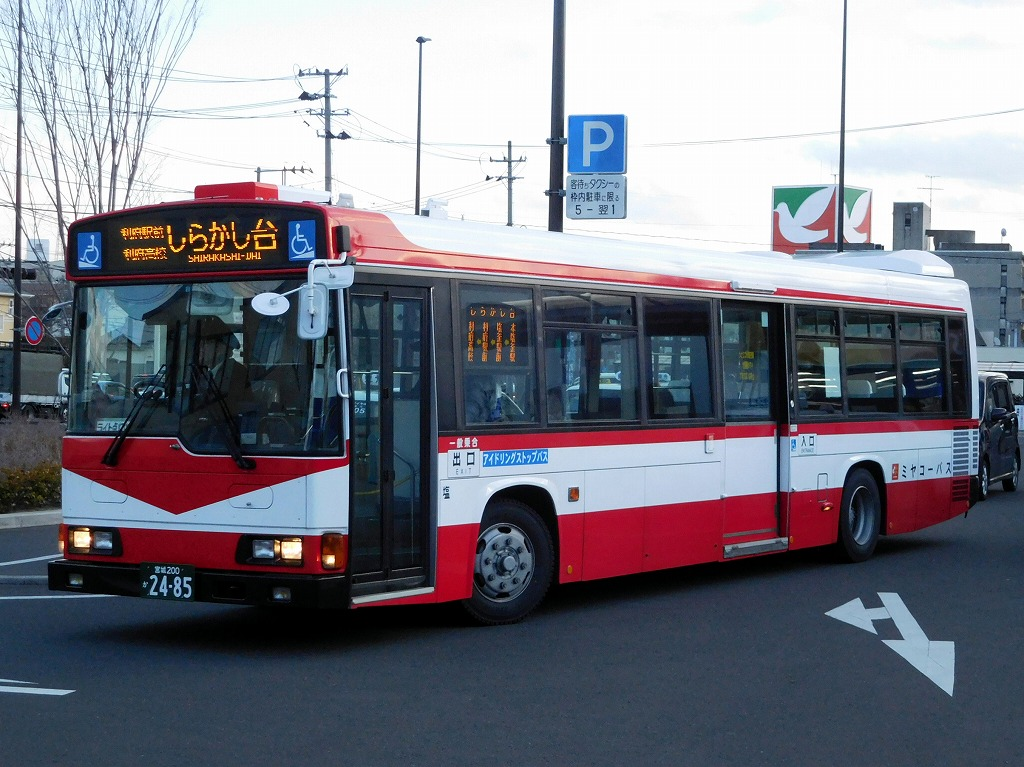
利府線（塩釜駅前にて）

### 利府線
- 塩釜営業所 - 本塩釜駅前 - 本町 - 塩釜駅前 - 利府駅前（ - イオンモール新利府北館前） - 利府高校前/湯場 - しらかし台
  - 2021年（令和3年）7月1日 - 一部便がイオンモール新利府北館前（旧・イオン利府店）に乗り入れ開始[7]。
  - 地域間幹線系統として、国・宮城県の補助を受ける[5][8]。

### 利府青山線
- （利府町文化交流センター前 →）利府駅前 - 花園 - 青山 - しらかし台
- 利府駅前（ - イオンモール新利府北館前） - 花園 - 青山 - 利府高校前（ - イオンモール新利府北館前） - 利府駅前（→ 利府町文化交流センター前）（循環）
  - 2021年（令和3年）7月1日 - 一部便が利府町文化交流センター前（旧・利府中学校前）、イオンモール新利府北館前（旧・イオン利府店）に乗り入れ開始[7]。

### 菅谷台・青葉台線
- （利府町文化交流センター前 - ）利府駅前 - イオンモール新利府北館前 - 菅谷台四丁目グランディ21入口 - 青葉台中央（ - イオンモール新利府北館前） - 利府駅前（ - 利府町文化交流センター前）（循環）
  - 2021年（令和3年）7月1日 - 一部便が利府町文化交流センター前（旧・利府中学校前）、イオンモール新利府北館前（旧・イオン利府店）に乗り入れ開始[7]。

### ゴルフ場線
- 塩釜営業所/塩釜埠頭/マリンゲート塩釜 - 本塩釜駅前 - 塩釜ガス体育館・ゴルフ場前 - 千賀の台西

### 葉山赤沼線
- （利府駅前 - 利府役場前 - イオンモール新利府北館前 - ）利府駅前 - 利府町文化交流センター前 - 葉山東 - 二本椚 - 陸前浜田駅前 
  - かつては岩切線という名称で北仙台 - 仙台駅前 - 原町 - 燕沢（市営バス東仙台営業所）- 今市橋 - 神谷沢団地 - 利府を結んでいた。利府町内では利府東町や春日折返し便も存在した。また二本椚から先も、附子ヶ沢 - 健康館（<初代>松島駅）- 松島案内所と繋がっており、東北本線旧線代替の役割もある路線だったが、岩切以西と二本椚以東は廃止、利府駅以南と以北で路線分割された際に北側は二本椚線と名称変更され、南側の岩切郵便局前 - 利府駅間は廃止、利府町民バス西部路線に移管された。
  - その後、利府町のスクールバス運行に伴い2009年3月31日に一旦廃止されたが、団地開発業者による住民バス「葉山バス」の廃止に伴い、葉山赤沼線として陸前浜田駅前まで路線を延長し、2011年10月1日より運行開始（再開）。
  - 運行開始当初は平日・土曜のみの運行であったが、2012年5月7日より日曜・休日も運行開始。またイオン利府店を経由するようになる。
  - 2014年7月1日より利府町内の運行経路を変更[9]。

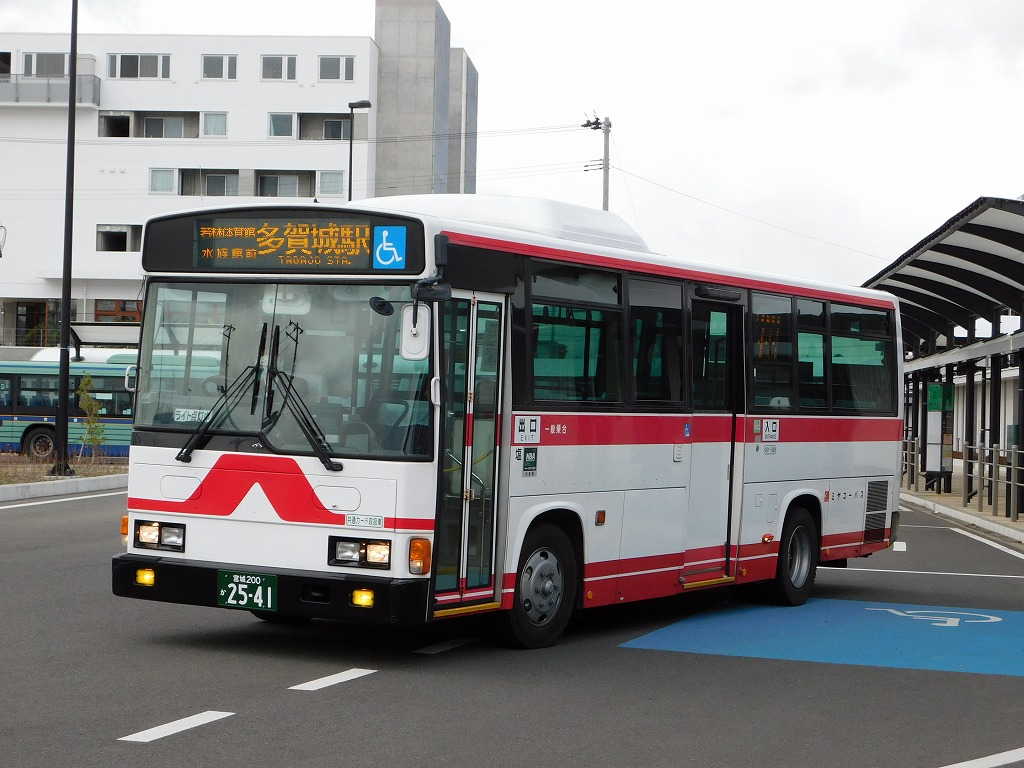
荒井多賀城線（荒井駅にて）

### 荒井多賀城線
- 多賀城駅前 - 仙台港フェリーターミナル - 夢メッセみやぎ前 - うみの杜水族館前 - 岡田西町 - 東部工場団地 - 荒井駅
  - 2015年（平成27年）12月6日 - 仙台市地下鉄東西線開業に合わせて運行開始。東西線の駅へ乗り入れる唯一のミヤコーバスの路線。
  - 2018年（平成30年）4月1日 - この日より土日祝日のみの運行に変更。仙台港フェリーターミナル構内への乗り入れを開始[10]。
  - 2020年（令和2年）4月25日 - 新型コロナウイルスの影響により、この日より当面の間運休となる[11]。廃線に近い扱いながら「一時的な運休」という体裁で、その上に各バス停が明確な休止案内もされずに長年放置状態となっている。

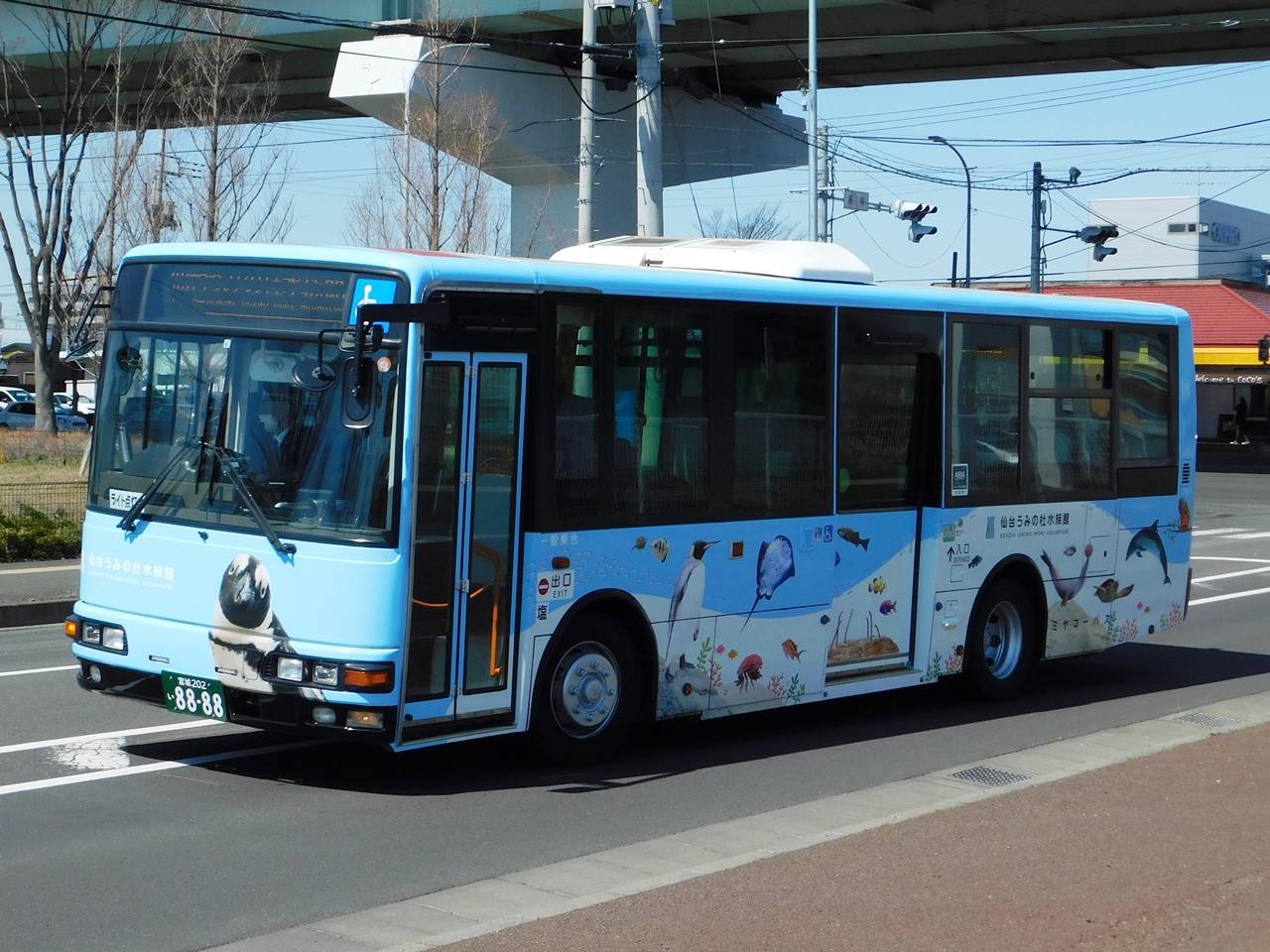
仙台うみの杜水族館線

### 仙台うみの杜水族館線
- 中野栄駅 - 仙台うみの杜水族館（直通）
  - 2022年（令和4年）4月1日運行開始。仙台うみの杜水族館の生きものたちの写真がデザインされた専用のラッピングバスで運行される[2][3][12]。

## 運行受託路線

### 「ユーアイバス」多賀城東部線
- 国府多賀城駅 - 文化センター前 - 多賀城駅前 - 笠神新橋 - 要害入口 - 汐見台中央
  - 運行当初は、多賀城市より依頼を受けたタウンマネージメント機関（街づくり事業推進会社）である株式会社まち・みらい多賀城がバス運行を企画し宮交バスシステムに委託していた。
  - 現在まち・みらい多賀城は活動休止し会社清算しており、塩竈市・多賀城市・七ヶ浜町の共同委託により運行している。

### 塩竈市しおナビ100円バス

#### 塩竈市内循環線
運行経路
- 塩釜営業所 - 魚卸市場前 - 東塩釜駅西口 - 本塩釜駅前 - 塩釜市役所前 - 西塩釜駅前 - 塩釜駅前 - 清水沢アパート前 - 塩釜ガス体育館・ゴルフ場前 - 松陽台三丁目 - 塩釜営業所
- 朝・夜のみ運行の「シャトル便」
  - 塩釜ガス体育館・ゴルフ場前 - 清水沢アパート前 - 塩釜駅前
  - 塩釜ガス体育館・ゴルフ場前 - 松陽台三丁目 - 東塩釜駅西口

沿革
- 2008年8月1日 - 宮城交通塩釜営業所から移管。
- 2010年12月4日 - 本塩釜アクアゲート口経由となる。

## 廃止路線
特記が無い場合は、宮城交通時代に廃止された路線である。

### ユーアイバス「多賀城西部線」
- 多賀城駅 - 市民センター - 高崎 - （多賀城址 - 山王） - 高橋 - 岩切駅入口
  - 当初は宮城交通の一般路線であったが「ユーアイバス」化と同時に宮交バスシステムに移管。
  - 2006年5月 - 廃止。これ以降の多賀城西部線については多賀城市#バスを参照。

### 大代線
- 多賀城駅 - 大代 - 菖蒲田 - 花渕 - 仙台火力前
  - 2006年12月20日 - 廃止。新・七ヶ浜循環線へ統合。

広報しちがはま2006年7月号 によると、平成17年度は年間11,718,000円の赤字を計上していた。

### 七ヶ浜線
- 本塩釜駅 - 下馬駅 - 東宮浜 - 汐見台中央 - 菖蒲田
  - 2006年12月20日 - 廃止。新・七ヶ浜循環線へ統合。

広報しちがはま2006年7月号によると、2005年（平成17年）度は年間8,173,000円の赤字を計上していた。

### （旧）七ヶ浜循環線
- 菖蒲田系統:塩釜営業所 - 本塩釜駅 - 下馬駅 - 菖蒲田
- 割山系統:塩釜営業所 - 本塩釜駅 - 下馬駅 - 割山
  - 2006年12月20日 - 廃止。新・七ヶ浜循環線へ統合。

広報しちがはま2006年7月号によると、2005年（平成17年）度は年間13,431,000円の赤字を計上していた。

### （新）七ヶ浜循環線

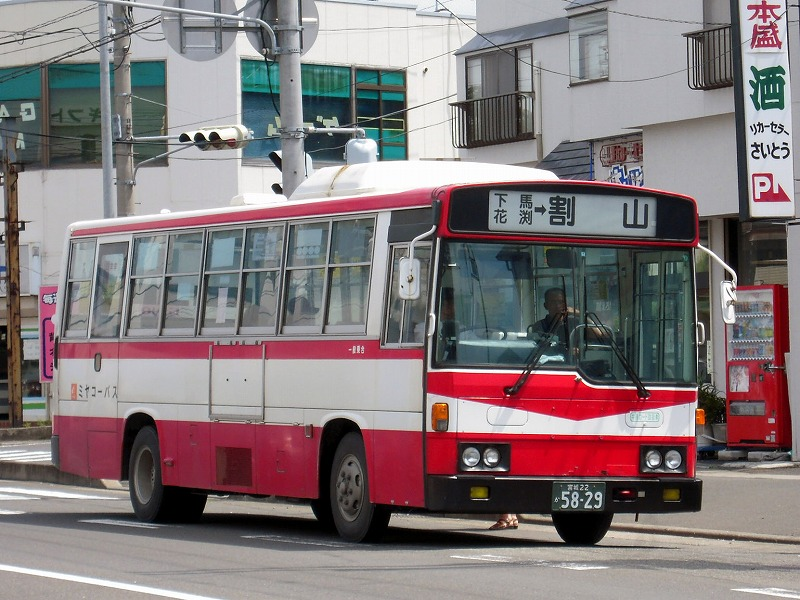
七ヶ浜循環線

- 本塩釜駅前 - 下馬 - 菖蒲田 - （七ヶ浜国際村入口） - 割山 - 仙台火力前 - 浦田 - 下馬 - 本塩釜駅前
  - 2005年11月 - 試験運行開始。
  - 2006年12月21日 - 宮城交通大代線、七ヶ浜循環線、七ヶ浜線を廃止。塩竈市・多賀城市・七ヶ浜町が宮交バスシステムに運行を委託し、新・七ヶ浜循環線運行開始。
  - 2009年7月31日 - この日を運行もって廃止（翌8月1日からは七ヶ浜町民バス「ぐるりんこ」運行開始）。

### 利府線
- 塩釜営業所 - 松陽台 - 利府駅 - 利府高校前 - しらかし台
- 多賀城駅 - 伝上山 - 塩釜駅 - 利府高校前 - しらかし台
  - 2007年3月31日 - 廃止。
- 利府駅 - 館公民館前 - 湯場 - しらかし台
- 利府駅 - 利府高校前
  - 2006年9月30日 - 廃止。

### 加瀬沼線
- 本塩釜駅 - 塩釜駅 - 野中沢 - 加瀬沼
  - 2007年3月31日 - 廃止。

### 泉しらかし台線
- 地下鉄泉中央駅 - 今市橋 - しらかし台
  - 2007年3月31日 - 廃止。

### 仙塩線
- 北仙台 - 県庁市役所前 - 仙台駅前 - 宮城野区役所 - 福田町 - 中野歩道橋前 - 多賀城 - 多賀城駅前 - 下馬 - 海岸通り - 塩釜営業所
  - 現在は中野歩道橋前 - 塩釜営業所間が廃止され、宮城交通仙台港線として運行。

### 仙台七ヶ浜線
- 北仙台 - 県庁市役所前 - 仙台駅前 - 宮城野区役所 - 福田町 - 中野歩道橋前 - 多賀城 - 多賀城駅前 - 松ヶ浜入口 - 汐見台中央

### 清水沢団地線
- 塩釜営業所/塩釜埠頭 - 本塩釜駅前 - 栄町 - 清水沢アパート前

### 多賀城臨海循環線
- 多賀城駅前 - 県営アパート前 - 多賀城駅前
- 多賀城駅前 - 夢メッセみやぎ前 - 東北ゴム前
  - 2009年3月13日 - 東北ゴム前発着系統を廃止。
  - 2014年3月31日 - 工場循環（多賀城駅前 - 県営アパート前 - 多賀城駅前）を廃止[13]。

### 汐見台団地線
- 多賀城駅前 - ジャスコ多賀城店 - 汐見台中央 - 七ヶ浜中学校前
  - 2010年9月30日 - 系統廃止。

### 利府町民バス
- 利府町が運行主体の路線で、受託事業者が他社に変更となったため厳密には廃止路線ではない。
- 詳細については当該記事を参照。